# Parocneria audeoudi
Parocneria audeoudi är en fjärilsart som beskrevs av Brandt 1938. Parocneria audeoudi ingår i släktet Parocneria och familjen tofsspinnare. Inga underarter finns listade i Catalogue of Life.